# DICON
Die Defence Industries Corporation of Nigeria (kurz: DICON) ist die staatliche Rüstungsfirma Nigerias und fabriziert einerseits Rüstungsgüter für die Nigerianischen Streitkräfte, ist anderseits aber auch im zivilen technischen Sektor tätig.

## Geschichte
DICON wurde 1964 mit einem entsprechenden Gesetz namens Defence Industries Corporation of Nigeria Act gegründet. Aufgebaut wurde DICON von Vertretern der Fritz Werner Werkzeugmaschinen. Fritz Werner wurde 1963 von DICON beauftragt, eine Kleinfeuerwaffen- und Munitionsfabrik in der Stadt Kaduna zu errichten. Während des Bürgerkrieges in Nigeria 1967–1970 wuchs die Firma beträchtlich und machte gute Geschäfte. Nach dem Ende des Krieges kam die Firma in finanzielle Probleme und meldete 1972 Konkurs an. Die Zusammenarbeit mit Fritz Werner hielt dennoch bis in die 1980er Jahre. Nach dem Ende des Bürgerkrieges stieg DICON als zweites Standbein in den zivilen Sektor ein und fabriziert seitdem für die Industrie Ersatzteile, Möbel und ist in der ländlichen Wasserversorgung tätig. Ende der 1990er Jahre beschloss die neue Regierung, erneut in die Rüstungsindustrie zu investieren. Deshalb bekam DICON einen neuen Vorstand und es wurden Verhandlungen mit Russland im Zusammenhang mit dem Technologietransfer eingeleitet.
Das nigerianische Unternehmen beschäftigt derzeit 700 Menschen in Kaduna, wo leichte Waffen und Munition hergestellt werden. Seitdem die Terrorgruppe Boko Haram den Norden Nigerias terrorisiert und der Konflikt zunehmend Züge eines Bürgerkrieges trägt, kommt DICON wieder besondere Bedeutung zu. Die Regierung Nigerias lässt die Firma ausbauen, sodass man seit 2012 auch in der Lage ist, selbst entwickelte Schützenpanzer zu produzieren. Seit 2012 arbeitet DICON eng mit Rüstungsfirmen der VR China zusammen und strebt an, chinesische Waffen in Lizenz zu produzieren.

## Hergestellte Waffen
- Pistole FN Browning HP
- Gewehr Beretta BM59
- Maschinenpistole Beretta M12
- Sturmgewehr AK-47
- Sturmgewehr FN FAL
- Sturmgewehr HK G3
- FN MAG Maschinengewehr
- Panzerfaust RPG-7
- 81-mm-Mörser L16
- Land Rover Geländewagen
- Transportpanzer Igirigi[2]

Modernisierung und Überholung von
- Spähpanzer Scorpion
- Schützenpanzer Saurer
- Radschützenpanzer Piranha

## Zivile Produkte
- Windmühlen
- Wasserpumpen
- Ersatzteile für Maschinen
- Zahnräder